# تومي سلون (لاعب كرة قدم)
تومي سلون (بالإنجليزية: Tommy Sloan)‏ هو لاعب كرة قدم ومدرب كرة قدم بريطاني في مركز الهجوم، ولد في 24 أغسطس 1964 في Irvine, North Ayrshire ‏ في المملكة المتحدة. لعب مع كوين أوف ساوث ونادي آير يونايتد ونادي كيلمارنوك.